# 春木西湖
春木 西湖（はるき せいこ、生年不詳 - 嘉永6年（1853年））は、江戸時代後期の南画家。春木南湖の次男。春木南溟は実兄。
名は秀定、字は其雲、西湖・雲外農夫と号した。江戸の生まれ。
「文人寄書」市河米庵・谷文晁らとの席画が大英博物館に収蔵されている。